# Artem Butenin
Artem Oleksijowytsch Butenin (ukrainisch Артем Олексійович Бутенін; * 3. Oktober 1989 in Kiew, Ukrainische SSR) ist ein ehemaliger ukrainischer Fußballspieler.
Der Abwehrspieler entstammt der Jugend von Dynamo Kiew. 2010 wurde er an Wolyn Luzk in die Premjer-Liha ausgeliehen. Danach wurde Butenin wie schon zuvor in der zweiten Mannschaft von Dynamo Kiew eingesetzt. In der zweiten Jahreshälfte 2012 wurde er an Slovan Liberec ausgeliehen, mit dem er den tschechischen Supercup gewann. 2014 wechselte Butenin von Kiew zum drittklassigen FC Poltawa. Nach einem Jahr ging er nach Moldawien zum FC Zaria Bălți, bei dem er jedoch nur ein kurzes Gastspiel hatte und schon im August 2015 wechselte er zum aserbaidschanischen Premyer-Liqası-Aufsteiger Rəvan Baku FK.
Butenin durchlief bis zur U21 alle ukrainischen Jugend- und Juniorennationalmannschaften. 2015 nahm er an der Universiade teil und wurde in allen drei Spielen der Gruppenphase eingesetzt, die die ukrainische Mannschaft jedoch nicht überstand. Bei der Dopingkontrolle wurde er allerdings positiv getestet und deswegen im Dezember 2015 für ein Jahr gesperrt, woraufhin er seine Karriere anschließend beendete.